# Kwas podjodawy
Kwas podjodawy (nazwa Stocka: kwas jodowy(I)), HIO – nieorganiczny związek chemiczny z grupy tlenowych kwasów jodu. Atomem centralnym kwasu podjodawego jest jod na stopniu utlenienia I. Jest to słaby, nietrwały kwas o właściwościach utleniających, znany jedynie w rozcieńczonych roztworach. Dysproporcjonuje do jodu i kwasu jodowego:
5HIO → HIO3 + 2I2 + 2H2O
Można go otrzymać podczas wytrząsania jodu z wodną zawiesiną tlenku rtęci(II). Jego sole, podjodyny, podobnie jak kwas, mają właściwości utleniające. Są związkami nietrwałymi i dysproporcjonują do odpowiednich jodków i jodanów w ciągu kilkudziesięciu minut.